# Чемпионат СССР по боксу 1939
8-й чемпионат СССР по боксу проходил с 18 мая по 1 июля 1939 года в Москве. В соревнованиях принимали участие две группы боксёров. В 1 группу входили 50 сильнейших боксёров из числа мастеров и перворазрядников. Во 2 группу были включены 85 боксёров-претендентов на места в группе сильнейших. Участники 1 группы разыгрывали между собой титулы чемпионов СССР в своих весовых категориях. Соревнования проводились в 5 кругов с выбыванием после 2 поражения по формуле 5 раундов по 3 минуты в 4 предварительных кругах и 6 раундов по 3 минуты в финальном круге. 1 круг прошёл 18 мая в Свердловске и Тбилиси, 2 круг — в Казани и Баку, 3 круг состоялся 7 июня в Иваново, 4 круг и соревнования боксёров 2 группы проходили в Киеве, финальный круг для группы сильнейших и бои за 3-4 места проводились 1 июля в Москве. Боксёры 2 группы вели бои по формуле 3 раунда по 3 минуты. Победители в своих весовых категориях получали право на участие в очередном чемпионате СССР в группе сильнейших.

## Медалисты
| Весовая категория           | Золото                                  | Серебро                               | Бронза                                                            |
| --------------------------- | --------------------------------------- | ------------------------------------- | ----------------------------------------------------------------- |
| Наилегчайший вес (до 51 кг) | Василий Кудрявцев «Основа» (Иваново)    | А. Макаров «Динамо» (Москва)          | Михаил Джендо «Спартак» (Москва) Евгений Шеронин СКИФ (Ленинград) |
| Легчайший вес (до 54 кг)    | Александр Ксенофонтов «Динамо» (Москва) | Николай Афонин «Динамо» (Москва)      | Пётр Ятцеров «Спартак» (Петрозаводск)                             |
| Полулёгкий вес (до 57 кг)   | Георгий Вартанов «Спартак» (Тбилиси)    | И. Глушаков «Крылья Советов» (Москва) | Сергей Щербаков «Крылья Советов» (Москва)                         |
| Лёгкий вес (до 60 кг)       | Николай Штейн «Спартак» (Москва)        | А. Николаев «Динамо» (Баку)           | Густав Кирштейн «Крылья Советов» (Москва)                         |
| Полусредний вес (до 67 кг)  | Иван Ганыкин «Спартак» (Москва)         | Евгений Огуренков Строитель, (Москва) | Евгений Киреев «Динамо» (Москва)                                  |
| Средний вес (до 73 кг)      | Андрей Тимошин «Динамо» (Москва)        | Павел Лавренов «Спартак» (Москва)     | Олег Загоруйченко ? (Ленинград) В. Кривенков «Нефтяник» (Баку)    |
| Полутяжёлый вес (до 81 кг)  | Виктор Михайлов «Динамо» (Москва)       | Виктор Степанов «Локомотив» (Москва)  | Константин Бирк «Динамо» (Москва)                                 |
| Тяжёлый вес (свыше 81 кг)   | Николай Королёв «Спартак» (Москва)      | Андро Навасардов «Динамо» (Тбилиси)   | Николай Беляев «Водник» (Ленинград)                               |